# 漂着種子

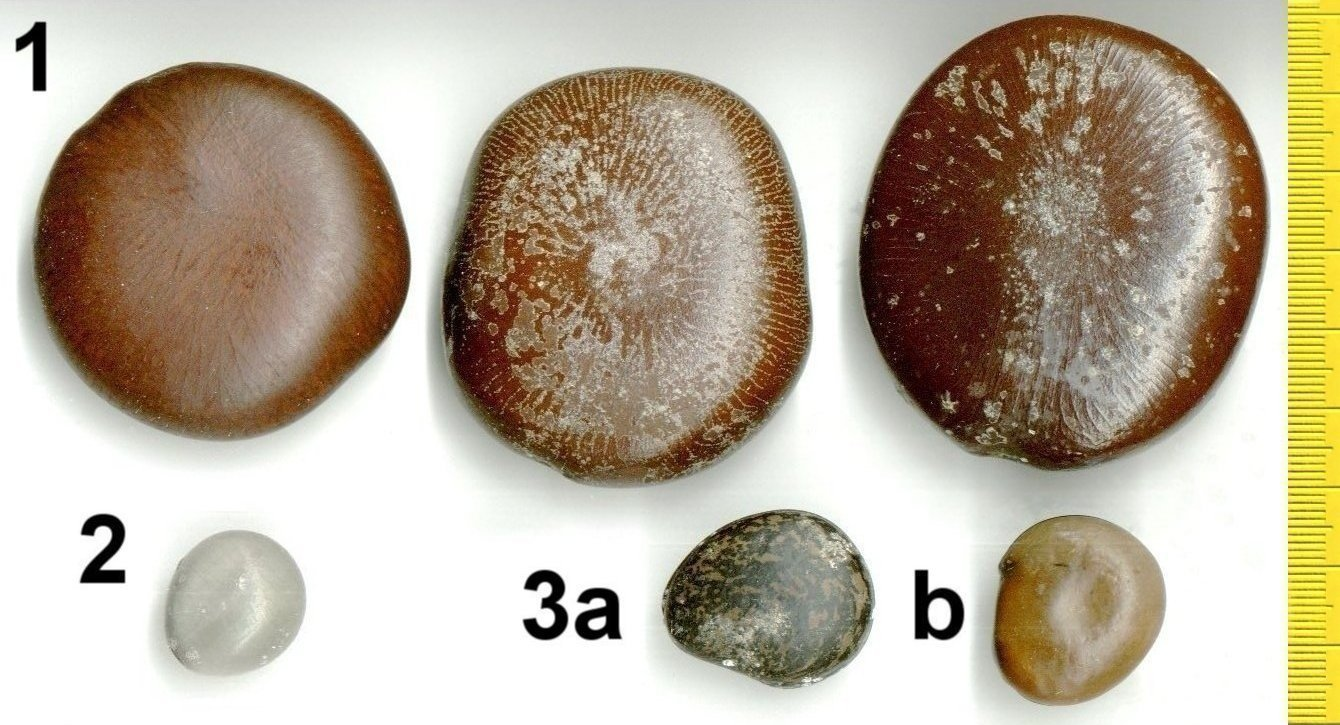
2004年5月にモザンビーク南部のKANDA村傍の海岸に漂着した種子
1. アツミモダマ
2. シロツブ
3. a,b ワニグチモダマ

漂着種子（ひょうちゃくしゅし）とは、海水などに浮遊して漂着した種子のことである。漂着果実（ひょうちゃくかじつ）は、漂着した果実のことである。それらは植物学用語では、散布体であることから、これらの総称として漂着散布体（ひょうちゃくさんぷたい）とも呼ばれる。

## 漂着種子の一覧

### 日本の浜辺で見られる漂着種子
- アツミモダマ（英語版） - 奄美群島喜界島池治浜[2]
- シロツブ（英語版） - 奄美群島喜界島池治浜[2]
- ワニグチモダマ - 奄美群島喜界島池治浜[2]

## 漂着果実の一覧

### 日本の浜辺で見られる漂着果実
- ココヤシ
- バンレイシ[3]
- マキタノキ[3]
- オウギヤシ[3]
- オオミカンラン[3]
- ヒメスダレヤシ[3]
- タイヘイヨウクルミ[3]